# Christina Lundquist
Christina Lundquist, egentligen Kristina Gunvor Cecilia Lundkvist Klingvall, född 20 december 1932 i Södertälje, död 16 augusti 2001 i Höganäs, var en svensk skådespelare.

## Biografi
Christina genomgick Dramatens elevskola och blev känd för Dramatens publik vid stjärnan Margit Carlqvists plötsliga tillfälliga sjukdom, då Christina fick göra inhopp i den känt svåra rollen Hedvig i Henrik Ibsens klassiska Vildanden. Det fortsatte med bland annat spel mot Per Myrberg i Härbärget. Hon var ännu tonåring när hon medverkade i filmerna Kanske en gentleman (Regi Ragnar Frisk) och Trots (regi Gustaf Molander). På tidens ganska vanliga tema, generationsklyftan och ungdomlig trotsighet, blev Trots den film där hon uppmärksammades av en bredare allmänhet, 1952, då filmen hade sina lockande affischnamn i Per Oscarsson, Jarl Kulle och Stig Järrel.
Christina Lundquist deltog i TV-teater, som på den tiden var direktsändning, exempelvis i Jean Paul Sartres Stängda dörrar i Alf Sjöbergs regi. Kring 1960 hade hon uppnått viss berömmelse och syntes i större roller och i ett flertal reportage i veckopressen. Dock kom hon att agera mer på teaterscener än på bioduken. Filmen Karneval 1961 gjorde ingen stor lycka. Det året var hennes större uppgift att resa med Riksteaterns uppsättning av Så tuktas en argbigga, av William Shakespeare i Sandro Malmquists regi. En smått udda filmsatsning 1968, då Korridoren spelades in i autentiska sjukhusmiljöer på Karolinska institutet, omtalades tillfälligt, men produktionen gjorde inget avtryck i filmhistorien, annat än för Per Ragnars gestaltning av en känslig ung läkare.

## Filmografi (urval)
- 1950 – Kanske en gentleman
- 1952 – Trots
- 1952 – Trine!
- 1959 – Mälarpirater
- 1961 – Karneval
- 1968 – Korridoren

## Teater

### Roller
| År   | Roll     | Produktion                                | Regi             | Teater      |
| ---- | -------- | ----------------------------------------- | ---------------- | ----------- |
| 1961 | Katarina | Så tuktas en argbigga William Shakespeare | Sandro Malmquist | Riksteatern |
| 1962 | Ingrid   | Kattorna Walentin Chorell                 | Mimi Pollak      | Dramaten    |